# أدولف بيلتز
أدولف بيلتز (بالألمانية: Adolf Piltz) (و. 1855 – 1940 م) هو رياضياتي ألماني، ولد في إلميناو، توفي عن عمر يناهز 85 عاماً.

## التعليم
تعلم في جامعة هومبولت في برلين
.